# Rafael Romo Muñoz
Rafael Romo Muñoz (Torreón, México, 22 de novembro de 1940) é um clérigo mexicano e arcebispo católico romano emérito de Tijuana.
Rafael Romo Muñoz recebeu o sacramento da ordenação em 28 de novembro de 1965 em Roma. Ele se tornou um diretor espiritual no seminário Torréon em 1969. De 1973 a 1977 estudou teologia moral em Roma, onde concluiu o doutorado. Até 1993 foi reitor do seminário Torréon.
Em 13 de janeiro de 1996, o Papa João Paulo II o nomeou bispo de Tijuana. O Núncio Apostólico no México, Dom Girolamo Prigione, doou-lhe a ordenação episcopal em 24 de fevereiro do mesmo ano; Os co-consagradores foram o Arcebispo de Yucatán, Emilio Carlos Berlie Belaunzarán, e o Bispo de Torreón, Luis Morales Reyes. Em 25 de novembro de 2006, o Papa Bento XVI o nomeou com a elevação da diocese a arcebispado ao primeiro arcebispo de Tijuana.
O Papa Francisco aceitou sua renúncia relacionada à idade em 16 de novembro de 2016.